# Pierre Harvey (sportif)
Pour les articles homonymes, voir Pierre Harvey et Harvey.
Pierre Harvey (né à Rimouski, 24 mars 1957) est un sportif québécois, qui a pratiqué le cyclisme sur route et le ski de fond.
En cyclisme il participe à 3 olympiades — Montréal en 1976, Los Angeles en 1984 — dans l'épreuve du 100 km par équipe et enfin Calgary en Jeux olympiques d'hiver de 1988. En 1976, il termine 24e de l'épreuve en ligne. En 1984, il tire pendant presque toute la course le Canadien Steve Bauer qui finira deuxième à la toute dernière seconde. 
En ski de fond, il gagne une manche de coupe du monde en 1988 et réalise d'excellent jeux à Calgary  en 1988, ce qui lui vaut de figurer au Temple de la renommée du sport canadien. 
Son fils Alex Harvey est également un fondeur, membre de l'équipe olympique du Canada. Il est également membre de l'équipe du Québec de cyclisme.